# Катио
Катио (Catio, Catío, Embena, Emberá-Catío, Epera, Eyabida, Katio) — чокоанский язык, на котором говорит народ эмбера, который проживает на реках Верхняя Сину, Мирру, Сан-Педро, Сан-Хорге в Колумбии, а также на территории Панамы. В Панаме эта разновидность эмбера находится под угрозой исчезновения.